# Víctor de la Parte
de la Parte  González est un nom espagnol. Le premier nom de famille, en général paternel, est de la Parte ; le second, en général maternel, souvent omis, est González.
Víctor de la Parte González, né le 22 juin 1986 à Vitoria-Gasteiz, est un coureur cycliste espagnol. Professionnel depuis 2011, il est membre de l'équipe Euskaltel-Euskadi . Son palmarès comprend notamment des victoires acquises au Tour d'Autriche, au Sibiu Cycling Tour et au Tour d'Algérie.

## Biographie
Víctor de la Parte devient professionnel en 2011 au sein de la formation espagnole Caja Rural. Il se montre rapidement à son avantage en terminant parmi les trente premiers du Tour de Castille-et-León et du Tour des Asturies. Il est cependant accusé en juin de participer à un réseau de dopage en Andorre. Bien que sa culpabilité ne soit jamais prouvée, il est libéré de son contrat au mois de juin.
L'année suivante, il signe un contrat avec l'équipe continentale SP Tableware au mois de juin. Il gagne la première étape du Sibiu Cycling Tour ainsi que le classement général de l'épreuve. il remporte aussi la huitième étape du Tour de Roumanie.
En 2013, il s'adjuge le Tour d'Algérie et d'autres victoires dans des épreuves organisées dans le cadre de l'UCI Africa Tour.
L'année 2014 voit Víctor de la Parte changer d'employeur et prendre la destination du Portugal où il s'engage avec Efapel-Glassdrive. Il s'octroie le prologue du Trophée Joaquim Agostinho et celui du Tour du Portugal sous ses nouvelles couleurs.
Il devient membre de la formation autrichienne Vorarlberg en 2015. Au printemps il s'adjuge le classement général de la Flèche du Sud. Quelques mois plus tard, il remporte le Tour d'Autriche après s'être imposé lors des cinquième et septième étapes de cette épreuve. En fin de saison, il signe un contrat avec l'équipe continentale professionnelle polonaise CCC Sprandi Polkowice.

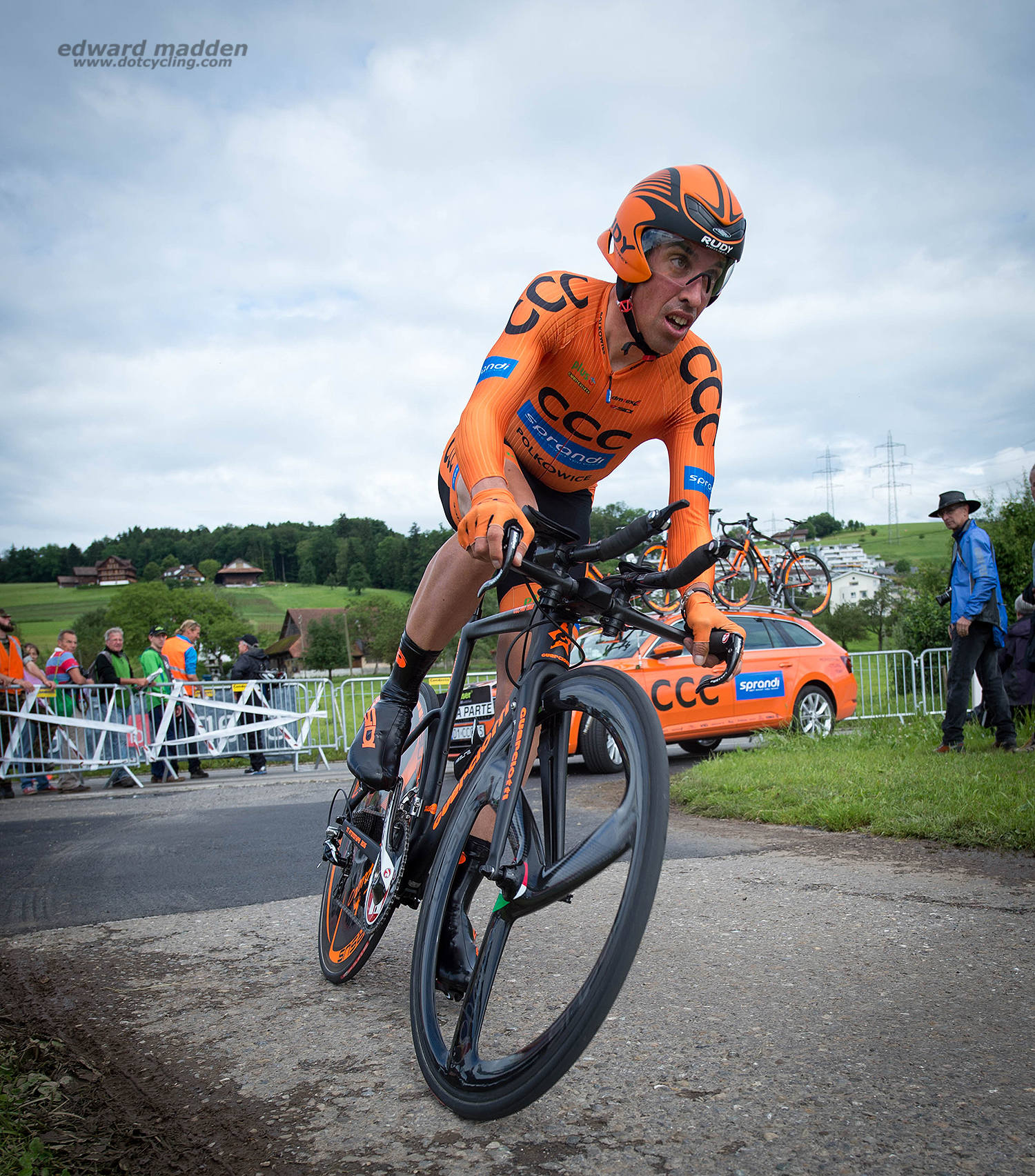
Victor de la Parte lors du Tour de Suisse 2016

Il commence sa saison au sein de la structure polonaise sur le Tour de la Communauté valencienne (20e du classement général), enchaînant par le Tour de Murcie qu'il termine 10e. En mars, il prend part à son premier Milan-San Remo (125e) et à son premier Tour de Catalogne. Au sortir de celui-ci, il se distingue sur le Tour de Croatie, 3e du général, puis sur le Tour de Suisse (11e). En août, alors que son coéquipier Davide Rebellin se classe 3e du Czech Cycling Tour, il en prend la 6e place du classement général. En fin de saison, il découvre le Tour de Lombardie (52e) avant d'épingler un dernier dossard sur le championnat du monde de contre-la-montre par équipes.

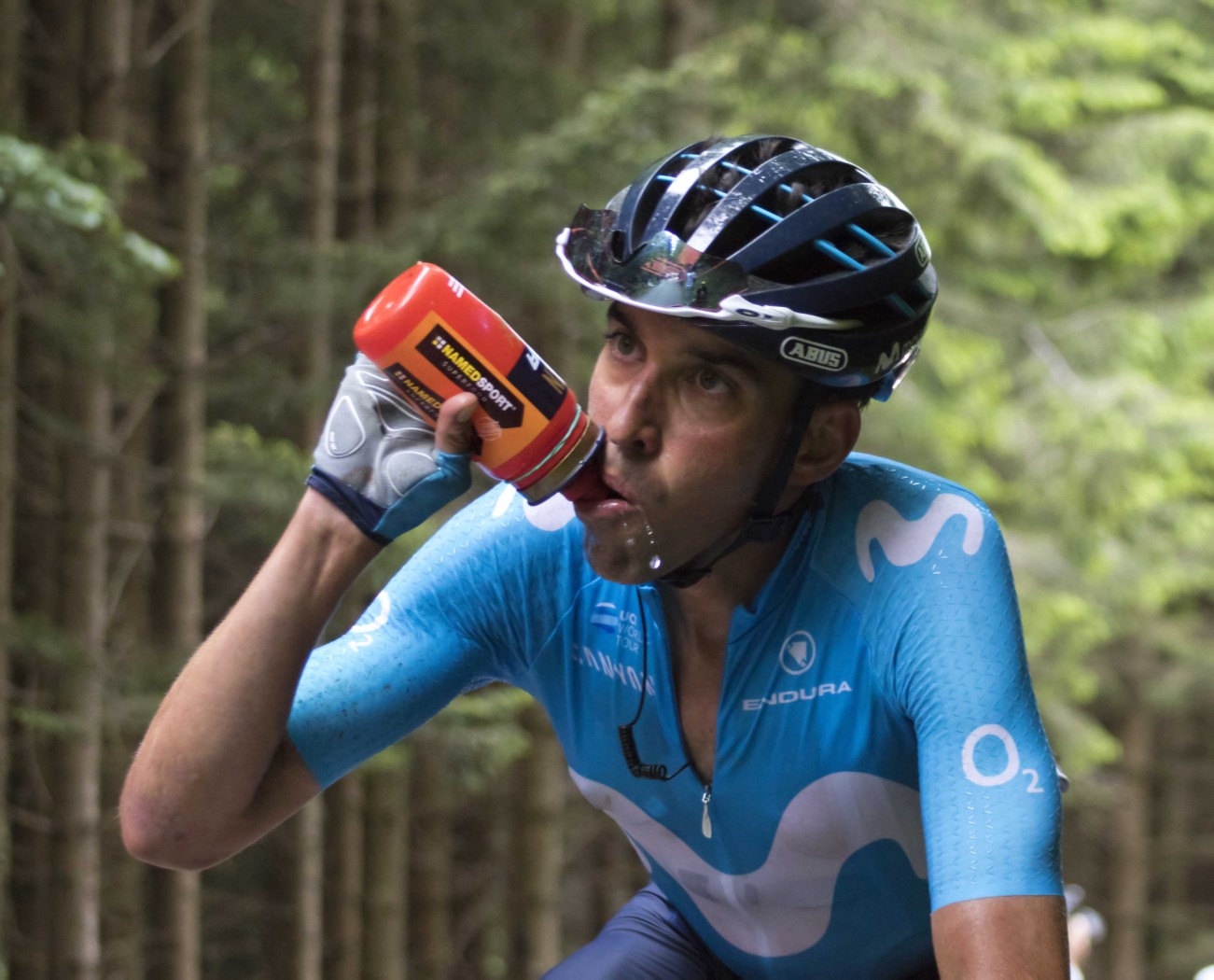
Victor de la Parte lors du Tour d'Italie 2018

Fin septembre 2016, l'équipe World Tour Movistar annonce son recrutement et celui de Richard Carapaz pour la saison 2017. Cette arrivée dans l'équipe espagnole lui permet de découvrir de nouvelles courses dont le Tour Down Under où il lance sa saison. De retour en Europe, il termine 11e du Tour de la Communauté valencienne remporté par son coéquipier Nairo Quintana. Sur le Tour d'Andalousie, remporté par Alejandro Valverde, il se montre à son avantage sur l'étape contre-la-montre (14e). En mars, il prend le départ de son premier Paris-Nice, 12e de la septième étape dont l'arrivée est adjugée au Col de la Couillole. Comme en Andalousie, il réalise un bon contre-la-montre sur le Tour du Pays basque (9e d'étape) alors que Valverde remporte le général. En mai, il découvre le Tour d'Italie au côté de Nairo Quitana, 2e de l'épreuve. Comme en 2016, il s'adjuge la 11e place du Tour de Suisse. La semaine suivante, il se classe 6e du championnat d'Espagne de contre-la-montre. Sélectionné pour participer aux championnats d'Europe de cyclisme sur route, il participe au contre-la-montre (21e) et à la course en ligne au service de Iván García Cortina (8e).
Sélectionné pour représenter son pays aux championnats d'Europe de cyclisme sur route en 2018, il se classe trentième de l'épreuve contre-la-montre.
En fin de contrat en fin d'année 2021 avec TotalEnergies, celui-ci est prolongé jusqu'en fin d'année 2023.
Il signe chez Euskaltel-Euskadi pour les saisons 2024 et 2025 mais fait le choix d'arrêter sa carrière au mois de mars 2025.

## Palmarès et résultats

### Palmarès par années
| - 2009 - Champion du Pays basque du contre-la-montre - Trophée Eusebio Vélez - 3e du Mémorial Cirilo Zunzarren - 2010 - Champion du Pays basque du contre-la-montre - Aiztondo Klasica - Classement général du Tour de Navarre - 7e étape du Circuito Montañés - Tour de Salamanque : - Classement général - 2eb étape (contre-la-montre) - 2e de la Santikutz Klasika - 2e du Laudio Saria - 2012 - Trophée Eusebio Vélez - Sibiu Cycling Tour : - Classement général - 1re étape - 8e étape du Tour de Roumanie - 2e du Tour de Roumanie - 2013 - Tour d'Algérie : - Classement général - 5e étape - 1re étape du Tour de Blida - 2e du Tour de Blida | - 2014 - Prologue du Trophée Joaquim-Agostinho - Prologue du Tour du Portugal - 2e du Trophée Joaquim-Agostinho - 2015 - Classement général de la Flèche du Sud - 1re étape du Tour de Haute-Autriche (contre-la-montre) - Tour d'Autriche : - Classement général - 5e et 7e étapes - 3e du Tour de Haute-Autriche - 2016 - 3e du Tour de Croatie - 2019 - 3e du Tour de Croatie - 2020 - 10e du Tour des Émirats arabes unis |  |

### Résultats sur les grands tours

#### Tour de France
1 participation
- 2021 : 72e

#### Tour d'Italie
4 participations
- 2017 : 56e
- 2018 : 39e
- 2019 : 21e
- 2020 : 34e

#### Tour d'Espagne
1 participation
- 2019 : abandon (6e étape)

### Classements mondiaux
| Année                                 | 2010 | 2011  | 2012 | 2013 | 2014 | 2015 | 2016 | 2017 | 2018  | 2019 | 2020 | 2021 | 2022  | 2023 | 2024  |
| ------------------------------------- | ---- | ----- | ---- | ---- | ---- | ---- | ---- | ---- | ----- | ---- | ---- | ---- | ----- | ---- | ----- |
| UCI World Tour                        |      |       |      |      |      |      | nc   | 177e | 316e  |      |      |      |       |      |       |
| Classement mondial                    |      |       |      |      |      |      | 321e | 575e | 1609e | 431e | 228e | 490e | 1057e | 703e | 1311e |
| UCI Europe Tour                       | 920e | 1222e | 130e | 358e | 111e | 25e  | 301e | 959e | 1599e | 342e | 190e | 396e | 756e  | nc   | nc    |
| UCI Asia Tour                         | nc   | nc    | nc   | 95e  | nc   | 154e | nc   | nc   | nc    |      |      |      |       |      |       |
| UCI Africa Tour                       | nc   | nc    | nc   | 24e  | nc   | nc   | nc   | nc   | nc    |      |      |      |       |      |       |
|                                       |      |       |      |      |      |      |      |      |       |      |      |      |       |      |       |
| Légende : nc = non classéSource : UCI |      |       |      |      |      |      |      |      |       |      |      |      |       |      |       |